# Florence (Alabama)
Florence es una ciudad ubicada en el condado de Lauderdale en el estado estadounidense de Alabama. En el censo de 2000 su población era de 36 264.

## Demografía

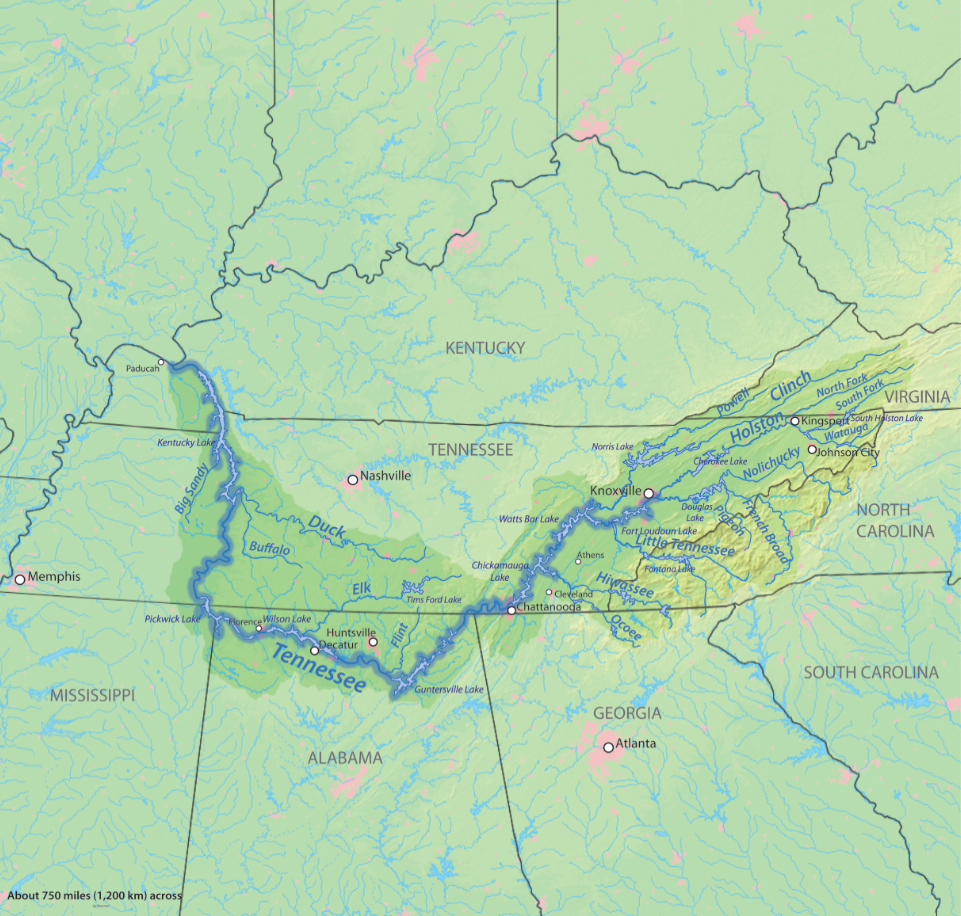
Mapa del río Tennessee en el que se ve —en su curso medio— Florence

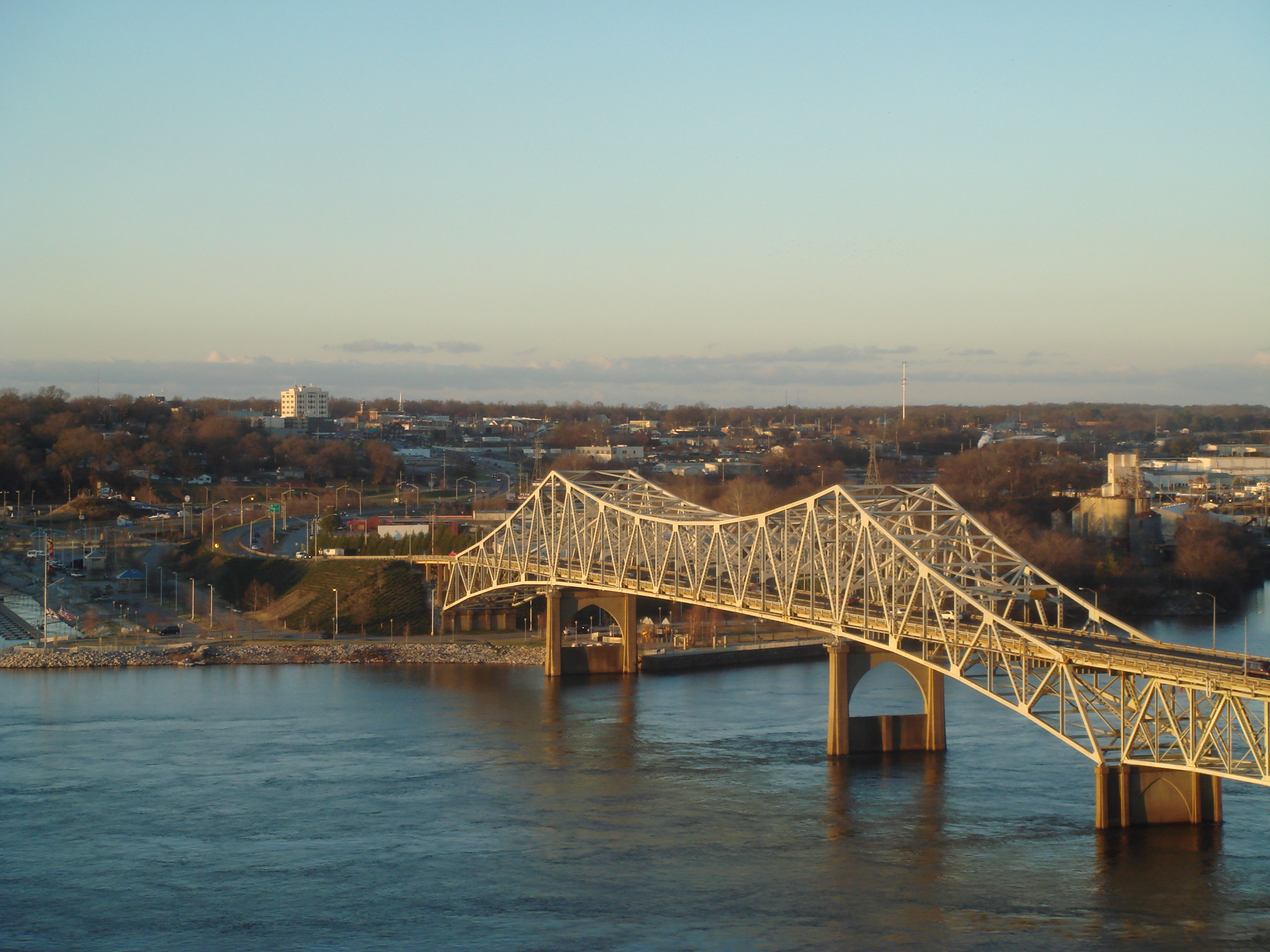
Vista de Florence y un puente sobre el río Tennessee

En el 2000 la renta per cápita promedia del hogar era de $28,330, y el ingreso promedio para una familia era de 40,577. El ingreso per cápita para la localidad era de $19,464. Los hombres tenían un ingreso per cápita de $34,398 contra $21,385 para las mujeres.

## Geografía
Florence se encuentra ubicada a la orilla derecha del río Tennessee. Según la Oficina del Censo de los EE. UU., la ciudad tiene un área total de 25.03 millas cuadradas (64.82 km²).